# Imre Nyéki
Imre Nyéki   (Szerep, 1 de novembre de 1928 - Budapest, 27 de març de 1995) fou un nedador hongarès que va competir durant les dècades de 1940 i 1950.
El 1948 va prendre part en els Jocs Olímpics d'Estiu de Londres, on va disputar dues proves del programa de natació. Va guanyar la medalla de plata en els 4x200 metres lliures, formant equip amb György Mitró, Elemér Szathmáry i Géza Kádas, mentre en els 400 metres lliures quedà eliminat en sèries. Quatre anys més tard, als Jocs de Hèlsinki, disputà dues proves del programa de natació. Fou cinquè en els 4x200 metres lliures, mentre en els 100 metres esquena quedà eliminat en sèries.
En el seu palmarès també destaquen una medalla d'or, una de plata i dues de bronze al Campionat d'Europa de natació de 1947, 1954 i 1958, i quatre campionats universitaris.
Des de 1988 una piscina de Budapest duu el seu nom.